# 王建王陵
37°59′5″N 126°30′20″E / 37.98472°N 126.50556°E
王建王陵原稱顯陵，高麗時代興建，安葬高麗太祖王建。改建于1994年。它建築在朝鲜開城市解線里的松岳山支脈萬壽山的小山崗上，從開城工業地區的市中心往西北走約3.5公里就能到達。 
王陵旁立著刻了朝鮮民主主義人民共和國已故國家主席金日成親筆以汉字题写的“高麗太祖王建王陵改建碑”。

## 王陵建築

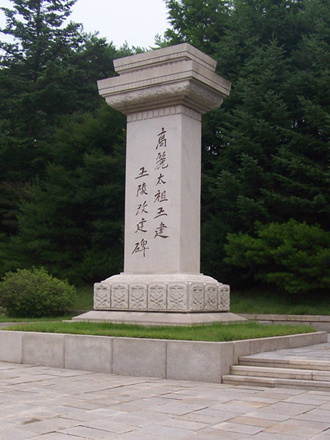
金日成题写的石碑

陵園門內有祭堂和兩個碑閣。祭堂裡有王建畫像和有關王建生前活動的畫。碑閣裡有記載了王陵沿革的陵碑和記載了建立和維修情況的陵碑。 
王陵是典型的高句麗式石室土墓，周遭立了刻有子、丑、寅等12地支神的12角石屏風，其外邊圍有石欄杆。 墳頭高8米、石屏風對角長19米、王陵四角有石虎，前面有祭壇、望柱石、石燈等。王陵下面分兩排立著8位對國家統一有功的臣子石像，每排4人，一排為文官（高3.6米）；另一排為武官（高3.7米）。 
墓室內部有放遺物的長臺，牆上有竹、松等的壁畫。壁畫很好地表現了朝鮮繪畫的構圖、線條、色彩遒勁、纖細、生動的畫法。

## 出土文物
在王陵及其周邊出土的文物有：玉石帶鉤、菊花紋鑲嵌青瓷、青銅壺、金銅座像、金銅裝飾品等多種遺物。 
據朝鮮古籍記載，王建的腰帶上有玉帶鉤達62個。 
出土文物中具有代表性的是金銅座像。金銅座像戴的王冠，由外冠和內冠組成。外冠下面有2.5厘米寬的帶子，帶子上有4條線。正面中心畫有山，其左右兩邊畫有雲紋，再其兩邊分別畫有兩個小犄角。內冠則高于外冠，垂著像瀑布傾瀉似的許多繐子。冠的周緣有規則地排列著8個圓形裝飾，現存的只有6個。這一圓形裝飾裡面畫有太陽和月亮。在外冠和「內冠」的太陽、月亮、水等，是當時象徵國王的裝飾品。從金銅座像的面容看，似剛過40歲的模樣，刻畫了高麗國的創建者王建的風貌。這個金銅座像是刻畫了實在的人物王建的金屬工藝品，是珍貴的歷史文物。 

## 王建
王建（公元877─943年）是高麗國（公元918年-1392年）創建者。在9世紀末到10世紀初，在朝鮮分裂和混亂達到極點，國家統一成為燃眉之急的課題。 
由於當時泰封國的國家領導人金弓裔施行暴政，朝鮮人民怨聲載道，王建趁機和幾個志同道合的臣子一起于公元918年發動政變，驅逐金弓裔，建立了新的王朝，把國名定為高麗，意思是繼承了高句麗（公元前277年-公元668年）的國家。後來在公元935年4月吞併新羅及公元936年9月吞併百濟，實現了國家的統一。王建于公元943年病逝，享年66歲。

## 鄰近景點
- 恭愍王陵
- 開城：距離王建王陵鉅的東南約3.5公里就是市中心，有開城南大門、滿月臺、成均館等名勝。